# Уайз, Дэвид (композитор)
Дэвид Уайз (англ. David Wise; род. 1967) — английский композитор для компьютерных игр. Его композиции встречаются во многих играх производителя компьютерных игр Rare. Наиболее значимыми работами являются музыкальные композиции из серии Donkey Kong Country для SNES и Battletoads.
Карьера Уайз в Rare началась после встречи с основателями компании, братьями Тимом и Крисом Стэмперами, в 1985 году. Дэвид в то время работал в музыкальном магазине. Братья после демонстрации сочиненных Дэвидом композиций для музыкального компьютера Yamaha CX5 предложили ему работу.
30 октября 2009 года Уайз сообщил, что покидает Rare, чтобы начать собственную карьеру фрилансера-композитора.

## Работы
1987
- Slalom (NES)
- Wizards & Warriors (NES)

1988
- R.C. Pro-Am (NES)
- Wheel of Fortune (NES)
- Jeopardy!! (NES)
- Anticipation (NES)

1989
- Marble Madness (NES)
- World Games (NES)
- WWF WrestleMania (NES)
- Sesame Street 123 (NES)
- John Elway's Quarterback (NES)
- California Games (NES)
- Taboo: The Sixth Sense (NES)
- Sesame Street ABC (NES)
- Hollywood Squares (NES)
- Who Framed Roger Rabbit (NES)
- Jordan vs. Bird: One on One (NES)
- Cobra Triangle (NES)
- Ironsword: Wizards & Warriors II (NES)
- Wheel of Fortune Junior Edition (NES)
- Jeopardy! Junior Edition (NES)
- Silent Service (NES)

1990
- Double Dare (NES)
- Wheel of Fortune Family Edition (NES)
- Jeopardy! 25th Anniversary Edition (NES)
- The Amazing Spider-Man (Game Boy)
- Captain Skyhawk (NES)
- Pin*Bot (NES)
- Snake Rattle 'n' Roll (NES)
- Wizards & Warriors Chapter X: The Fortress of Fear (Game Boy)
- NARC (NES)
- A Nightmare on Elm Street (NES)
- Super Glove Ball (NES)
- Cabal[англ.] (NES)
- Time Lord (NES)
- Arch Rivals (NES)
- WWF WrestleMania Challenge (NES)
- Solar Jetman: Hunt for the Golden Warpship (NES)

1991
- Digger T. Rock: Legend of the Lost City (NES)
- WWF Superstars (Game Boy)
- Battletoads (Game Boy, NES)
- Beetlejuice (NES)
- Super R.C. Pro-Am (Game Boy)
- High Speed (NES)
- Sneaky Snakes (Game Boy)
- Sesame Street ABC & 123 (NES)

1992
- Wizards and Warriors III (NES)
- Beetlejuice (Game Boy)
- Danny Sullivan's Indy Heat (NES)
- R.C. Pro-Am II (NES, Mega Drive)

1993
- Battletoads (Mega Drive, Game Gear)
- Battletoads & Double Dragon (NES, Mega Drive, SNES, Game Boy)
- Battletoads in Battlemaniacs (SNES)
- Double Dragon II: The Revenge (PC Engine CD)
- Battletoads in Ragnarok’s World (Game Boy)
- X The Ball (Arcade)
- Snake Rattle 'n' Roll (Mega Drive)

1994
- Monster Max (Game Boy)
- Battletoads (Arcade)
- Donkey Kong Country (SNES)

1995
- Donkey Kong Land (Game Boy)
- Donkey Kong Country 2: Diddy's Kong Quest (SNES)

1996
- Donkey Kong Country 3: Dixie Kong's Double Trouble! (SNES)

1997
- Diddy Kong Racing (N64)

2000
- Donkey Kong Country (GBC)

2002
- Star Fox Adventures (GCN)

2004
- It's Mr. Pants (GBA)

2005
- Donkey Kong Country 3: Dixie Kong's Double Trouble! (GBA)

2007
- Diddy Kong Racing DS (DS)

2008
- Viva Piñata: Pocket Paradise (DS)
- War World (Xbox 360)

2013
- Sorcery! (iOS)

2014
- Donkey Kong Country: Tropical Freeze (Wii U, Nintendo Switch)
- Tengami (iOS/Wii U)[2]

2016
- Yooka-Laylee (PlayStation 4, Xbox One, Wii U, Microsoft Windows, OS X, Linux)

2019
- Yooka-Laylee and the Impossible Lair (PlayStation 4, Xbox One, Nintendo Switch, Microsoft Windows)

2024
- Nikoderiko: The Magical World (Windows, Xbox Series X/S, PlayStation 5, Nintendo Switch)